# N17 (Kamerun)
Die N17 ist eine Fernstraße in Kamerun, die in Kribi beginnt und in Ebolowa an der Ausfahrt der N2 endet. Sie ist 168 Kilometer lang.